# Єврейська община Віндгука
Єврейська община Віндгуку (англ. Windhoek Hebrew Congregation) — це культурна та релігійна організація, що займається вивченням, розвитком і поширенням єврейської культури та юдаїзму в Намібії.

## Історія
Перші євреї переселилися до Намібії в 1861 році. Після того, як у 1884 році територія Намібії була включена до складу колонії Німецької Південно-Західної Африки, кількість євреїв в Намібії значно зросла. Це було пов'язано з початком економічного зростання цього регіону. Однак за законами Німеччини того часу на території колонії не могло проживати понад 100 євреїв. Більшість євреїв на початку XX століття проживало в Свакопмунді. Проте в 1917 році для них у центрі Віндхуку побудований квартал. У тому ж році офіційно створена єврейська громада Віндхуку. Спочатку до неї входило лише 20 сімей. У 1923 році у Віндхуку почалося будівництво синагоги, яку збудовано в 1924 році і офіційно відкрито у 1925 році. З того часу синагога стала місцем збору єврейської громади міста Віндгук. В ній регулярно проводяться суботні і святкові заходи. Південноафриканська єврейська рада депутатів надає хазана для проведення фестивалів. Довгий час почесним віце-президентом громади був відомий підприємець і меценат Гарольд Пупкевітц. У 1965 році в Намібії (в основному у Віндгуку) вже налічувалося близько 500 євреїв, що становило на той час близько одного відсотка від загальної чисельності білого населення в Намібії. В той момент до складу Єврейської общини Віндгуку входило 130 сімей. Після того як 21 березня 1990 року Намібія стала незалежною країною, кількість білого населення різко скоротилася. В даний момент на території Намібії проживає близько 100 євреїв. З них 45 осіб є членами Єврейської общини Віндгуку .